# Annona moaensis
Annona moaensis är en kirimojaväxtart som beskrevs av Leon och Brother Alain. Annona moaensis ingår i släktet annonor, och familjen kirimojaväxter. Inga underarter finns listade i Catalogue of Life.